# Capella de Sant Vicenç Ferrer (la Galera)
La Capella de Sant Vicenç Ferrer és una obra de la Galera (Montsià) inclosa a l'Inventari del Patrimoni Arquitectònic de Catalunya.

## Descripció
La petita capella dedicada a Sant Vicenç Ferrer es troba abans de travessar el pont que creua el barranc de la Galera en direcció a la Sénia -Godall o Ulldecona. L'edifici és de planta quadrada, la porta d'accés és d'arc de mig punt. A l'interior es conserva només la imatge del sant dins d'un retaule de fusta damunt d'un altar. La coberta és una teulada a quatre vessant i al centre hi ha una creu de ferro. A la vora hi ha un petit pou que és el que dona a la capella el nom de Sant Vicenç Ferrer del "povet".

## Història
Desconeixem si abans que aquesta capella n'hi va haver una altra. Pel que fa a Sant Vicenç Ferrer (València, 1350-Vannes, 1419) sabem que aquest va predidar públicament a Tortosa l'any 1413 i 1414 en mig de les controversies entre jueus i cristians.
La capella va ser rehabilitada però ha estat deteriorada amb graffitis